# Peppange
Peppange (Luxemburgs: Peppeng, Duits: Peppingen) is een plaats in de gemeente Roeser en het kanton Esch-sur-Alzette in Luxemburg. Het is het meest zuidelijke gehucht van de gemeente en bevindt zich op een hoogte van ongeveer 265 à 295 meter. In het noordwesten grenst Peppange aan Livange, in het noordoosten aan Crauthem, in het zuidoosten aan Hellange en in het zuidwesten aan Bettembourg.
Peppange telt 821 inwoners (2022).

## Geschiedenis
In januari 1974 werden op de heuvel Käitzebierg nabij Peppange restanten van een nederzetting uit de late bronstijd (elfde eeuw voor Christus) gevonden.
In Peppange zijn ook de overblijfselen van een gebouw met een "praefurnium" uit de Gallo-Romeinse periode bewaard. Dit gebouw werd met grote waarschijnlijkheid in 275 of 276 na Christus vernield.

## Verkeer
De belangrijkste verbindingsweg is de CR132, die van Bettembourg via Peppange naar Crauthem leidt. Dit is de hoofdstraat van Peppange (rue de Crauthem). De CR159 verbindt Peppange met het naburige Livange.